# Вантажник (професія)

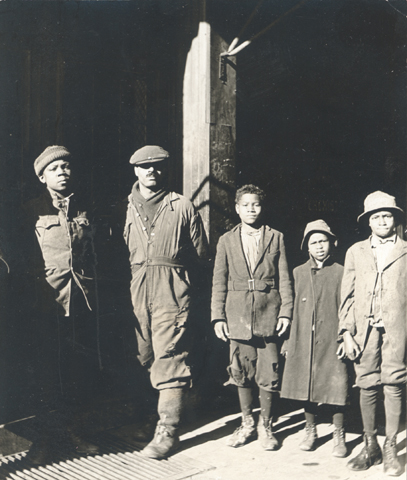
Родина вантажників (США, 1923)

Вантажник — професія, працівник, що виконує будь-які навантажувальні та (або) розвантажувальні роботи. 
Ця професія використовується в багатьох галузях економіки. Найбільшим попитом користується в гуртовій та роздрібній торгівлі, в галузі складування та промисловості. Робота вантажника зазвичай вимагає розвинених фізичних навичок: сили, спритності, витривалості тощо.
Професія вантажника вважається некваліфікованою працею. Для її освоєння зазвичай не обов'язкове проходження навчання або отримання спеціальної освіти.
У зв'язку з автоматизацією навантажувально-розвантажувальних робіт значення цієї професії поступово змінюється. До функцій вантажників додають або обов'язки пакувальника вантажів, або приймальника на складі. Часто функції вантажників виконують особи, що оформлені юридично на посаду Молодшого приймальника товарів.
```
Код професії за КП - 9333
Код професії за КЗКППТР - 11768
```